# Emesis albida
Emesis albida är en fjärilsart som beskrevs av Adalbert Seitz 1917. Emesis albida ingår i släktet Emesis och familjen Riodinidae. Inga underarter finns listade i Catalogue of Life.